# Krallice

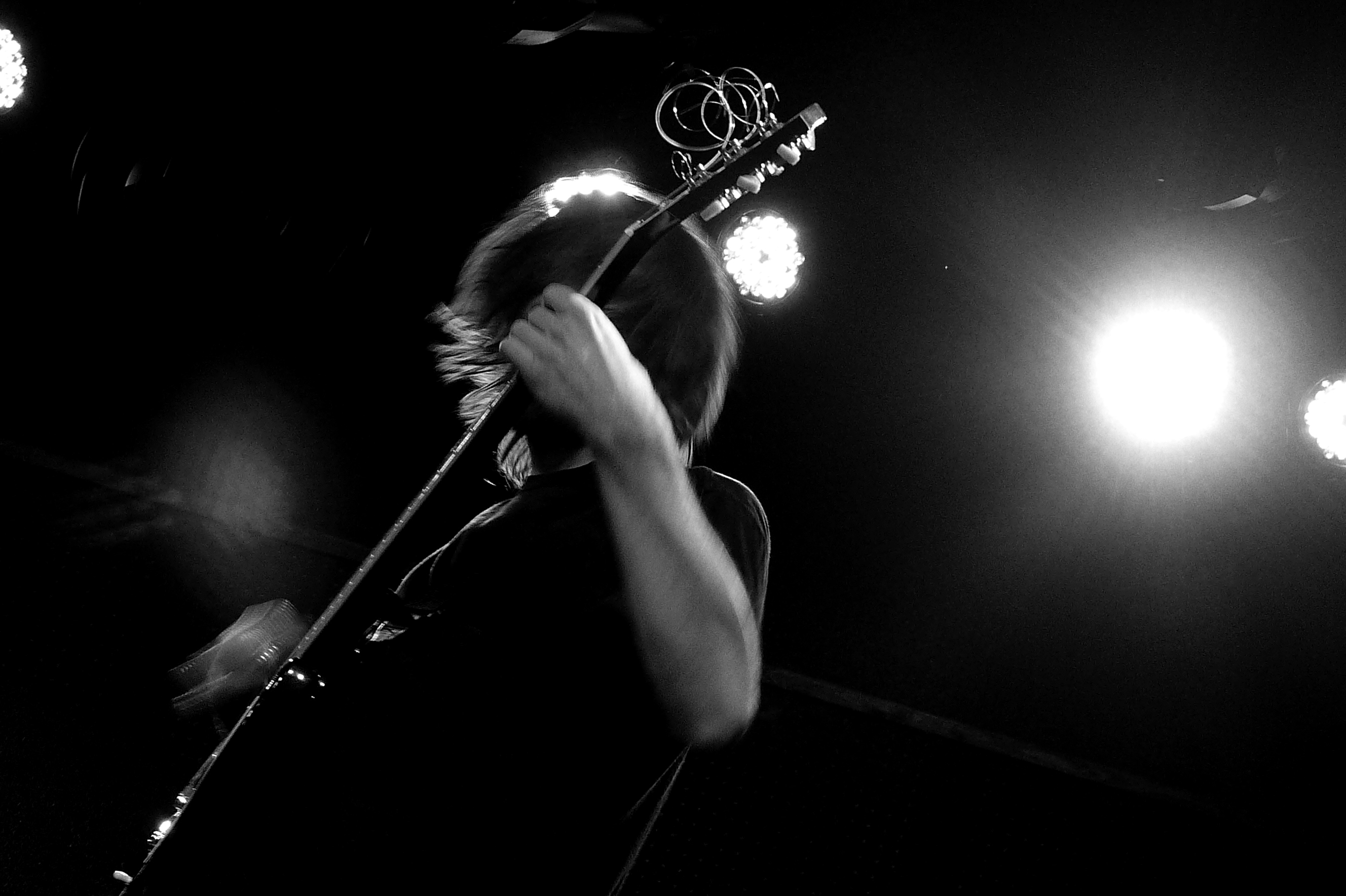
Zpěvák a kytarista Mick Barr (2010)

Krallice je americká black metalová kapela z New Yorku, která se zformovala v roce 2008. Mezi zakládající členy patřili Colin Marston (ex-Behold... The Arctopus, ex-Dysrhythmia), Mick Barr (ex-Orthrelm, ex-Ocrilim), Nicholas McMaster (mj. ex-Astomatous) a Lev Weinstein (mj. ex-Astomatous). Její styl je často experimentální až avantgardní.
Debutní studiové album s názvem Krallice vyšlo v roce 2008 u firmy Profound Lore Records.

## Diskografie

### Studiová alba
- Krallice (2008)
- Dimensional Bleedthrough (2009)
- Diotima (2011)
- Years Past Matter (2012)
- Ygg huur (2015)
- Prelapsarian (2016)
- Go Be Forgotten (2017)
- Mass Cathexis (2020)
- Demonic Wealth (2021)

### EP
- Orphan of Sickness (2011)
- Hyperion (2016)
- Wolf (2019)

### Singly
- Traditional (2011)
- Hate Power (2016)
- The Wheel (2020)

### Kompilace
- The Wastes of Time (2019)

### Live alba
- Rot and Waste Live (2019)